# Góry Stolickie

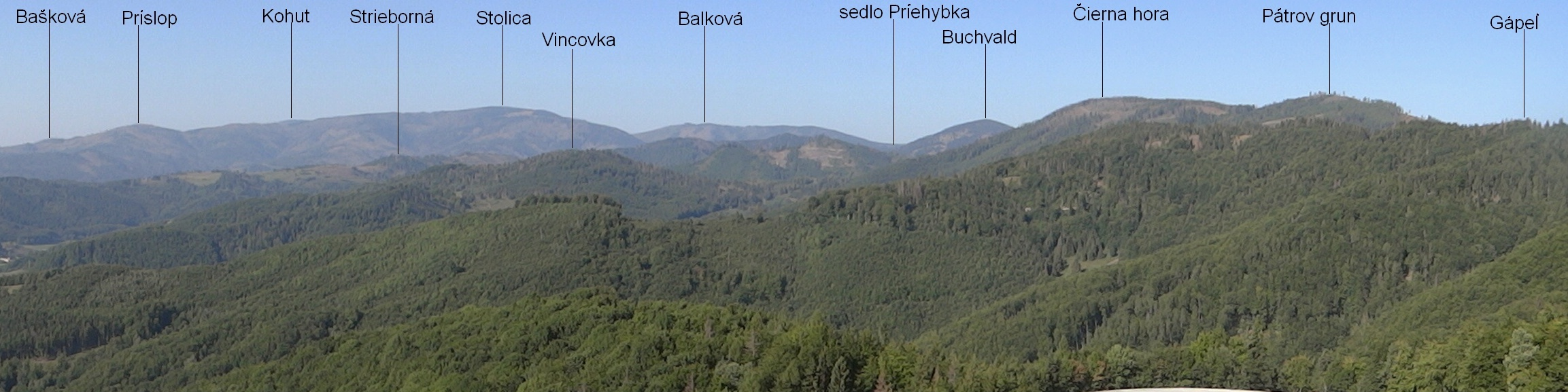
Widok na Góry Stolickie z punktu widokowego pod szczytem Dobšinský kopec

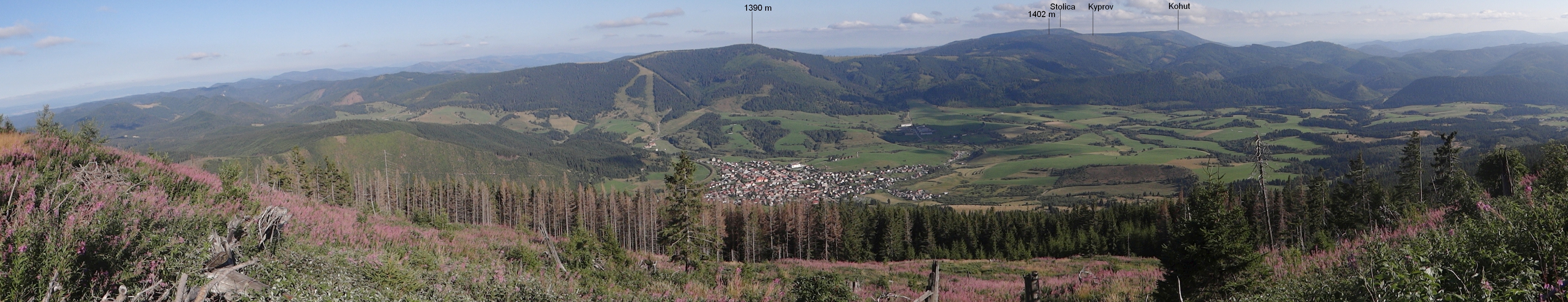
Widok na Gory Stolickie ze zboczy Królowej Hali. w dole Telgárt

Góry Stolickie (słow. Stolické vrchy) – wyróżniana przez geografów słowackich część Rudaw Słowackich (Slovenské rudohorie). W regionalizacji polskiej według Jerzego Kondrackiego nie istnieje taka jednostka, pasmo tych gór zaliczane jest do Rudaw Gemerskich. Najwyższym szczytem jest Stolica (1476 m). Zachodnia część Gór Stolickich włączona została w obszar Parku narodowego Muránska planina.

## Położenie
Góry Stolickie tworzą silnie wydłużoną grupę górską ciągnącą się od doliny Krywańskiego Potoku (Krivanský potok) w miejscowości Lovinobaňa w kierunku północno-wschodnim po Słowacki Raj i Volovské vrchy. Granica między tymi pasmami jest umowna, biegnie od przełęczy Besník przez szczyty Ondrejisko (1266 m), Honzovské (1172 m) i miejscowość Rejdová. Od północno-zachodniej strony graniczą z Niżnymi Tatrami, Murańską Płaniną i Rudawami Weporskimi. Od południowego wschodu graniczą z Pogórzem Rewuckim (Revúcka vrchovina).

## Geomorfologia
Najwyższym szczytem jest Stolica (1476 m). Inne wysokie szczyty to Kohút (1409 m), Kyprov (1391 m), Faltenov vrch (1338 m) i Buchvald (1293 m). Oddzielone są od siebie wysoko położonymi, szerokimi przełęczami i głębokimi, tektonicznymi bruzdami. Grzbiety są płaskie, różnica wysokości między szczytami i dnem dolin wynosi 300-640 m, średni kąt nachylenia stoków od 19 do ponad 25 stopni.

## Hydrografia
Góry Stolickie znajdują się w zlewniach rzek Slana, Rimava, Ipola i Hnilec. Najwięcej wody w marcu i kwietniu, najmniej we wrześniu i październiku, co wskazuje na górski charakter odpływu. Zasoby wód podziemnych są w większości związane ze skałami granitoidowymi. Wydajność źródeł jest mała do średniej, wody z niską zawartością minerałów.

## Przyroda
Większość obszaru Gór Stolickich porasta las, ale jest to już las silnie zmieniony wskutek działalności człowieka. Szczególnie intensywne osadnictwo miało miejsce w południowej i południowo-zachodniej części regionu, zwłaszcza w dolinach i niżej położonych stokach gór, gdzie były bardziej odpowiednie warunki do tworzenia osad, pastwisk i pół uprawnych. W przeszłości w Górach Stolickich działało również górnictwo. Obecnie w dolnej części gór w lasach dominują buki i graby, w górnej świerki z domieszką buków. Zachodnia część o najlepiej zachowanej przyrodzie włączona została w obszar Parku Narodowego Muránska planina.
Szlaków turystycznych jest wiele. Główne miejscowości, z których one wychodzą, to Lovinobaňa, Rejdová, Muráň, Slavošovce, Revúca i Tisovec.